# 9403 Сандулік
9403 Сандулік (9403 Sanduleak) — астероїд головного поясу, відкритий 31 жовтня 1994 року.
Тіссеранів параметр щодо Юпітера — 3,363.